# ان‌جی‌سی ۲۷۷
ان‌جی‌سی ۲۷۷ (انگلیسی: NGC 277) نام یک کهکشان عدسی در صورت فلکی نهنگ است.